# 陈岱镇
陈岱镇，是中华人民共和国福建省漳州市云霄县下辖的一个乡镇级行政单位。

## 行政区划
陈岱镇下辖以下地区：
白礁村、竹港村、峰外村、岱东村、岱南村、岱北村、岱山村、礁美村、石前村、坑内村、下曾村、前江村、中江村、后江村、双岭村、董塘村、大山顶村和呈安村。